# Roselle, Illinois
Roselle är en ort (village) i Cook County, och  DuPage County, i delstaten Illinois, USA. Enligt United States Census Bureau har orten en folkmängd på 22 912 invånare (2011) och en landarea på 14 km².